# Ҳ
Ҳ, ҳ (Х с нижним выносным элементом) — буква расширенной кириллицы, используемая в некоторых языках: абхазском, ительменском (где иногда вместо неё используется Ӽ), каракалпакском, таджикском. Также использовалась в узбекском алфавите до 1993 года, когда алфавит был переведён на латиницу, а буква заменена латинской H. Обозначает звук [h] либо [ħ] или [χ]. Дополнительный элемент используется, чтобы отличать имеющиеся в фонетике этих языков звуки от глухого велярного спиранта — звука, отвечающего русскому [х].
| Язык           | Произношение | Позиция в алфавите | Транслитерация | Примечания              |
| -------------- | ------------ | ------------------ | -------------- | ----------------------- |
| абхазский      | [ħ]          | 40                 | h              |                         |
| ительменский   | [χ]          | 39                 | h              |                         |
| каракалпакский | [h]          | 31                 | h              |                         |
| таджикский     | [h]          | 28                 | h              | [ 1 ]                   |
| узбекский      | [h]          | последняя          | h              | до перехода на латиницу |